# Ścieżka w koronach drzew (Poznań)

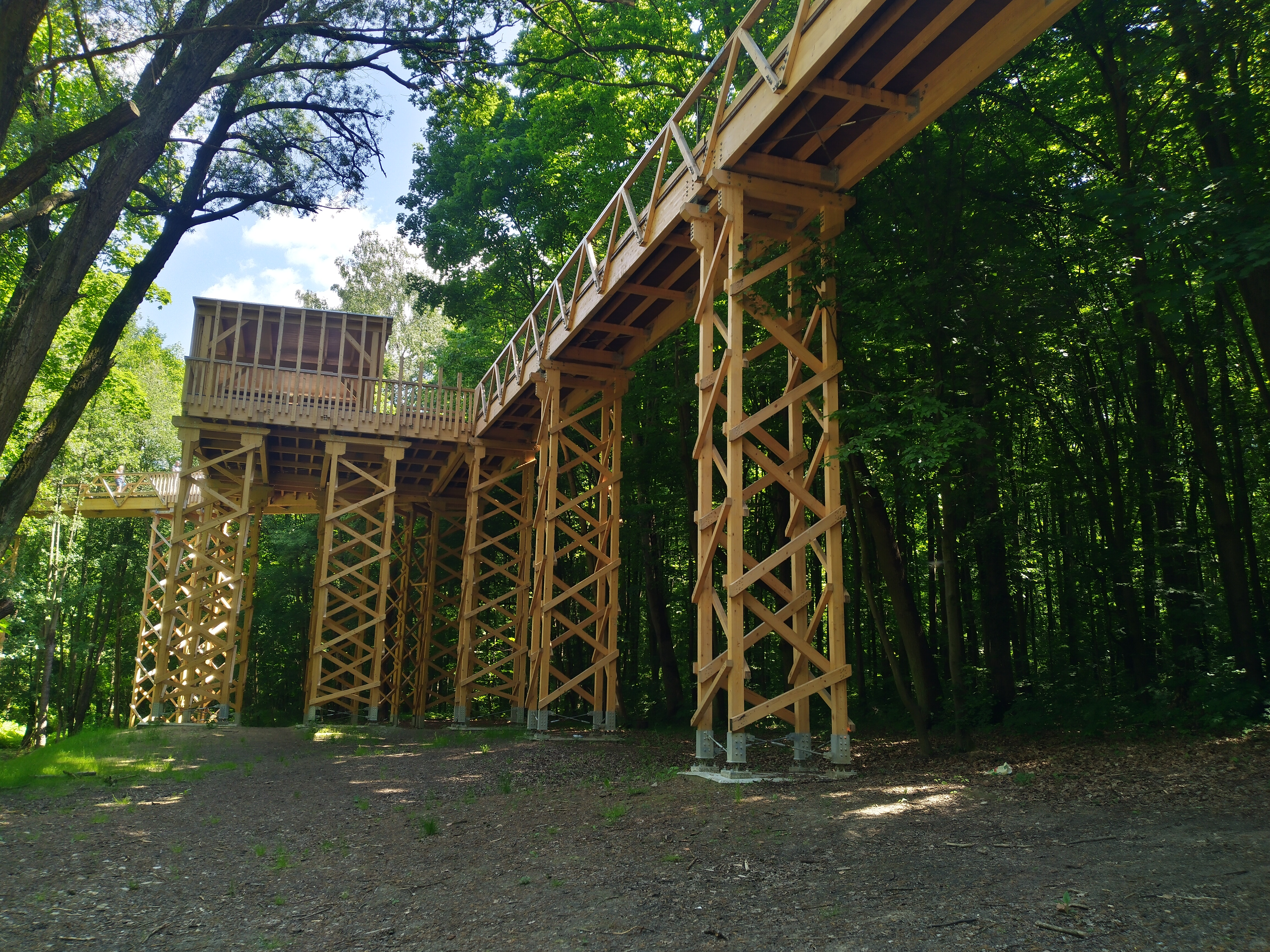
Ścieżka widziana z dołu

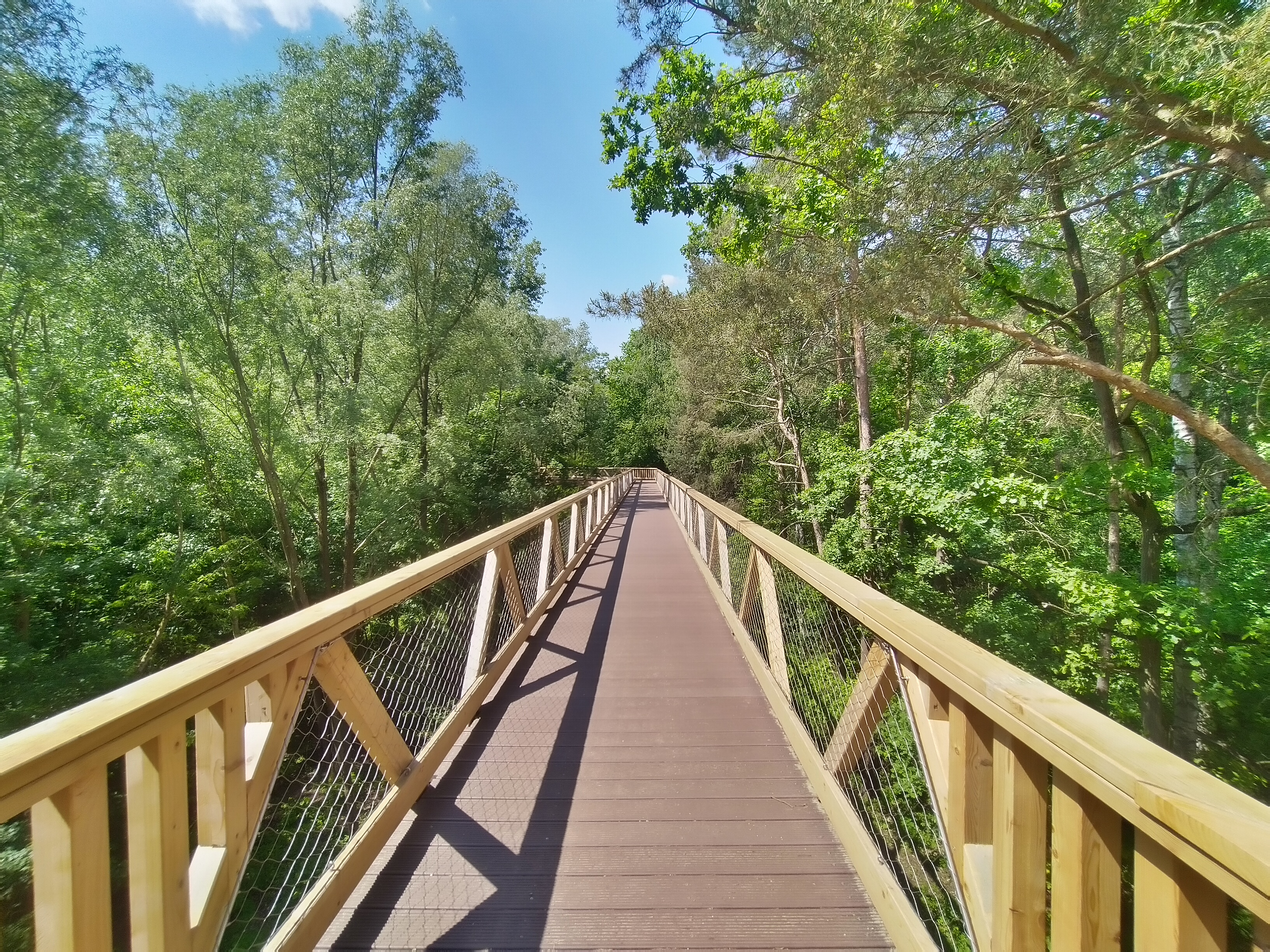
Widok ze ścieżki

Ścieżka w koronach drzew w Poznaniu – trakt drewniany, poprowadzony kilka metrów nad powierzchnią ziemi. Znajduje się na terenie osiedla Antoninek w Poznaniu. Ścieżkę otwarto w kwietniu 2020. Jest to drugi tego typu, po wieży widokowej w Krynicy-Zdroju, obiekt w Polsce.

## Cechy
Kładka ma około 250 metrów długości, a w najwyższym punkcie znajduje się 13 metrów nad ziemią. Przebiega na wysokości koron drzew, przez co nie stanowi punktu widokowego na miasto. W ciągu ścieżki umieszczone są ławki, wiata ze stolikami, a także toaleta.
Trasa spacerowa rozpoczyna się niedaleko wejścia do Nowego Zoo i wiedzie nad doliną rzeki Szklarki w kierunku ulicy Czekalskie. Wstęp jest darmowy.

Ścieżka w koronach drzew; widok panoramiczny

## Ścieżkowskaz

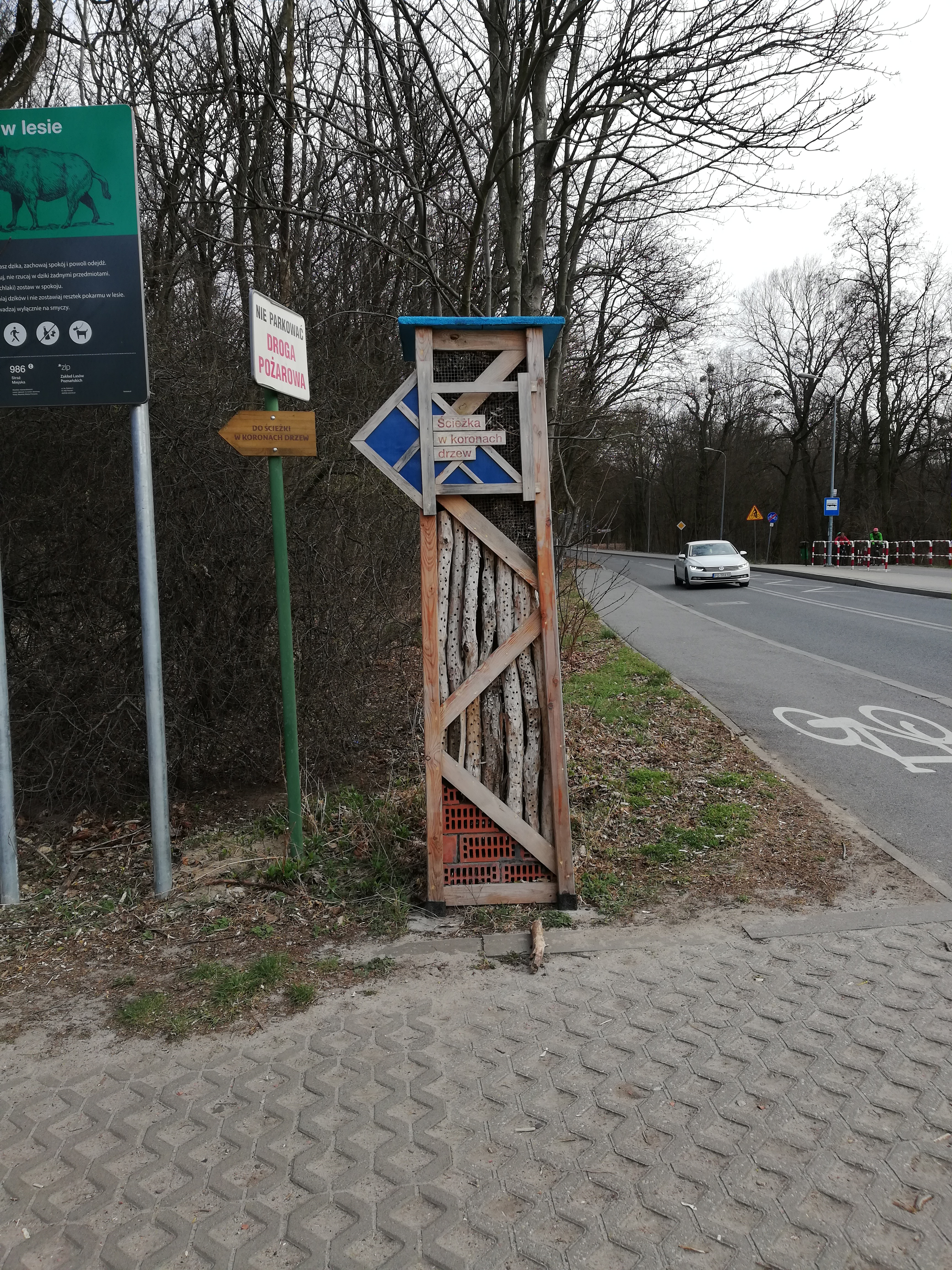
Drogowskaz wskazujący kierunek dojścia do Ścieżki w koronach drzew; en face

Kierunek dojścia do Ścieżki w koronach drzew wskazuje, stojący przy skrzyżowaniu ulic Wiankowej i Krańcowej, Ścieżkowskaz. Jest to, oprócz drogowskazu, także instalacja artystyczna. Jej autor, Łukasz Trusewicz, tłumaczy:

Forma obiektu nawiązuje do konstrukcji ścieżki i wpasowuje się w trend upcyclingowy, ponieważ materiały zostały pozyskane częściowo z recyclingu. Dzięki użyciu drewna rzeźba harmonijnie wpisuje się w otulinę leśną.

Instalacja ma ponadto za zadanie służyć owadom zapylającym za schronienie i miejsce do rozmnażania się.

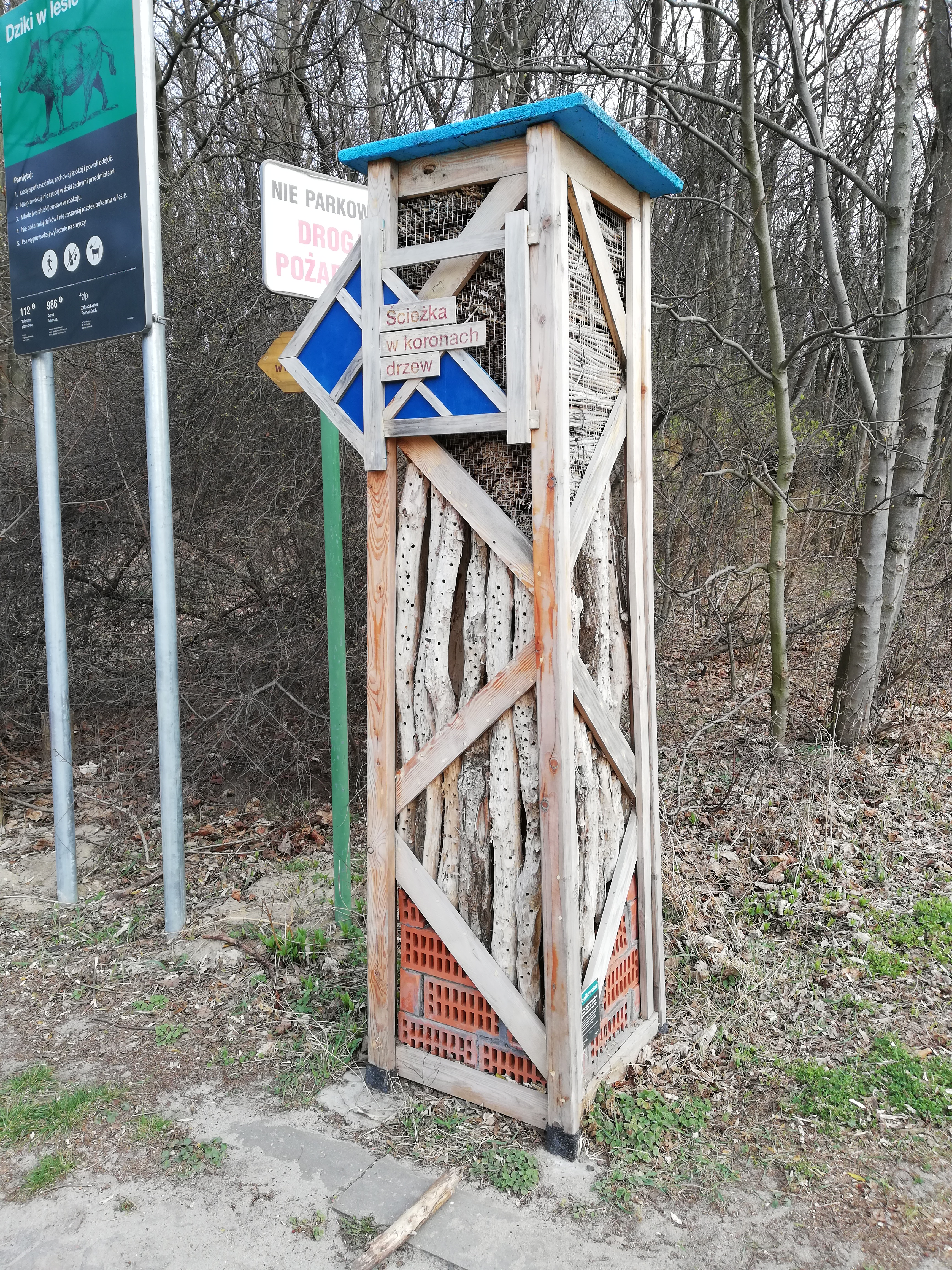
Drogowskaz wskazujący kierunek dojścia do Ścieżki w koronach drzew; en profil